# Hexoză
O hexoză este un tip de monozaharidă care conține șase atomi de carbon, având formula moleculară C6H12O6. Hexozele pot fi clasificate, după tipul grupării carbonil, în aldohexoze (gruparea de tip aldehidă, în poziția 1) și în cetohexoze (grupare de tip cetonă, în poziția 2).  Din categoria hexozelor fac parte monozaharide cu o mare importanță, precum: glucoza, fructoza și galactoza.

## Aldohexoze
Aldohexozele au patru atomi de carbon asimetrici (centre de chiralitate sau stereogeni), ceea ce induce posibilitatea a 16 stereoizomeri (24). Apartenența izomerilor la seria D/L se bazează pe orientarea grupării hidroxil aflată la carbonul din poziția 5, și nu are legătură cu rotația datorată activității optice.
Cele opt D-aldohexoze sunt: 

D-Aloză
D-Altroză
D-Glucoză
D-Manoză
D-Guloză
D-Idoză
D-Galactoză
D-Taloză

Toți acești D-izomeri, cu excepția D-altrozei, sunt întâlniți în natură. Totuși L-altroza, a fost izolată din tulpini bacteriene de Butyrivibrio fibrisolvens. 

### Semiacetali
Se cunoaște încă din 1926 faptul că aldohexozele formează semiacetali ciclici.  În imaginea de mai jos sunt reprezentate formele semiacetalice ale D-glucozei și D-manozei.

## Cetohexoze
Cetohexozele au trei carboni asimetrici (centre de chiralitate), ceea ce induce posibilitatea a 8 stereoizomeri (23). Dintre aceștia, doar patru D-cetohexoze sunt întâlnite în natură:

D-Psicoză
D-Fructoză
D-Sorboză
D-Tagatoză

Cetohexozele naturale sunt produse doar de către drojdii, prin fermentație.